# Gouvernement Ungureanu
Roumanie
Boc II Ponta I
Le gouvernement Ungureanu (Guvernul Mihai Răzvan Ungureanu) est le gouvernement de la Roumanie entre le 9 février 2012 et le 7 mai 2012, durant la sixième législature du Parlement roumain.

## Coalition et historique
Dirigé par le nouveau Premier ministre indépendant Mihai Răzvan Ungureanu, il est soutenu par une coalition gouvernementale entre le Parti démocrate-libéral (PDL), l'Union démocrate magyare de Roumanie (UDMR), l'Union nationale pour le progrès de la Roumanie (UNPR), qui disposent ensemble de 156 sièges sur 330 à la Chambre des députés, soit 47,2 % des élus, et 66 sièges sur 137 au Sénat, soit 48,1 % des élus.
Il a été formé à la suite de la démission du deuxième gouvernement du conservateur Emil Boc, le 6 février 2012, consécutive à de nombreuses manifestations contre la corruption. Le lendemain, le président Traian Băsescu charge le directeur du Service de renseignements extérieurs (SIE), Mihai Răzvan Ungureanu, de constituer un nouvel exécutif. Celui-ci présente sa liste de ministres au bout d'un jour seulement, un record dans le pays, et obtient, le 9 février, la confiance du Parlement par 237 voix contre 2, l'opposition n'ayant pas pris part au vote.
Il est renversé, le 27 avril 2012, par le vote d'une motion de censure par 235 parlementaires, soit quatre voix de plus que la majorité requise.

## Composition
- Les nouveaux ministres sont indiqués en gras, ceux ayant changé de portefeuille en italique.

| Fonction                                                               | Titulaire | Titulaire                                          | Parti |
| ---------------------------------------------------------------------- | --------- | -------------------------------------------------- | ----- |
| Premier ministre                                                       |           | Mihai Răzvan Ungureanu                             | Sans  |
| Vice-Premier ministre                                                  |           | Béla Markó                                         | UDMR  |
| Ministre de l'Administration et de l'Intérieur                         |           | Gabriel Berca                                      | PDL   |
| Ministre des Finances publiques                                        |           | Bogdan Drăgoi                                      | PDL   |
| Ministre de l'Économie, du Commerce et du Milieu des affaires          |           | Lucian Bode                                        | PDL   |
| Ministre des Affaires étrangères                                       |           | Cristian Diaconescu                                | UNPR  |
| Ministre des Affaires européennes                                      |           | Leonard Orban                                      | Sans  |
| Ministre des Transports et des Infrastructures                         |           | Alexandru Nazare                                   | PDL   |
| Ministre de l'Environnement et des Forêts                              |           | László Borbély (jusqu'au 10/04/2012) Attila Korodi | UDMR  |
| Ministre du Développement régional et du Tourisme                      |           | Cristian Petrescu                                  | PDL   |
| Ministre de la Justice                                                 |           | Cătălin Predoiu                                    | Sans  |
| Ministre de la Défense nationale                                       |           | Gabriel Oprea                                      | UNPR  |
| Ministre de la Culture et du Patrimoine national                       |           | Hunor Kelemen                                      | UDMR  |
| Ministre des Communications et de la Société de l'information          |           | Șerban Muștea                                      | PDL   |
| Ministre du Travail, de la Famille et de la Protection sociale         |           | Claudia Boghicevici                                | PDL   |
| Ministre de l'Éducation, de la Recherche, de la Jeunesse et des Sports |           | Cătălin Baba                                       | PDL   |
| Ministre de la Santé                                                   |           | Ladislau Ritli                                     | UDMR  |
| Ministre de l'Agriculture et du Développement rural                    |           | Stelian Fuia                                       | PDL   |